# 拉扎鲁丁·胡先
丹斯里拉扎鲁丁·胡先  （馬來文：Razarudin bin Husain，1963年3月15日—）是一名马来西亚警官，2023年6月至2025年6月担任第14任全國总警長。